# Beta sodček
Beta sodček ali β-sodček je vrsta terciarne strukture beljakovin, ki vsebuje niz antiparalelno razvrščenih beta ploskev. Beta sodček je kot terciarna struktura značilna za porine in druge beljakovine, ki predirajo celično membrano in za beljakovine, ki vežejo hidrofobne ligande (vežejo jih v hidrofobno notranjost sodčka). 
V beta sodčkih so beta ploskve razporejene antiparalelno, kar pomeni, da je N-konec prve beta ploskve povezan s C-koncem naslednje beta ploskve. Običajno so hidrofobne aminokislinske stranske skupine obrnjene navznoter, hidrofilne pa navzven; zatorej je beta sodček načeloma na površju hidrofilen, medtem ko je sredica hidrofobna.